# Helvella monachella
Helvella monachella är en svampart som först beskrevs av Giovanni Antonio Scopoli, och fick sitt nu gällande namn av Elias Fries 1822. Helvella monachella ingår i släktet Helvella och familjen Helvellaceae.   Inga underarter finns listade i Catalogue of Life.